# کوه رنج
کوه رُنج
یکی از کوه‌های بلند استان فارس است که در شهرستان سپیدان در ۹۰ کیلومتری شمال غرب شیراز واقع شده. فاصله این کوه تا شهر اردکان مرکز شهرستان سپیدان، ۱۳ کیلومتر است.

## جغرافیا
کوه رُنج در شمال اردکان فارس قرار گرفته‌است. این قله زیبا در جاده شیراز-اردکان از فاصله دور نمایان است. طول این کوه حدود ۷ کیلومتر است. کوه رُنج در حقیقت از دو قله  تشکیل شده که به وسیلهٔ یک یال این دو قله بهم متصل شده‌اند. قله سمت جنوبی که همان قله اصلی است رُنج سعلکی نامیده می‌شود که به ارتفاع ۳۷۰۸ متر می‌باشد و قله سمت شمال، که کم ارتفاع تر هست، رُنج گمبیل نامیده می‌شود. قله رُنج با ارتفاع ۳۷۰۸ متر، دومین قله بلند شهرستان سپیدان و سومین قله بلند استان فارس می‌باشد.

## کوه‌های اطراف
در جنوب کوه رُنج، کوه گر(gar) با امتداد غربی-شرقی قرار گرفته‌است. دره ما بین کوه گر و کوه رُنج، سَعلَکی نامیده می‌شود. در غرب کوه رُنج، کوه برم فیروز با ارتفاع 3720 متر قرار گرفته و آنسوی کوه برم فیروز در دوردست، قله پازن پیر دنا به چشم میخورد. در شمال کوه رُنج، کوه‌های کم ارتفاعی وجود دارد تا وقتی که به رودخانه کر برسیم. آن سوی رودخانه کر، کوه گر کامفیروز واقع شده و در دوردست‌ها قله بل اقلید نیز به چشم میخورد.

## راه‌های دسترسی
برای صعود به قله رُنج ، از دو مسیر می‌توان اقدام کرد،یکی از طرف سه چاه و جان پناه و دیگری از روستای انگره. موقعیت کلی اردکان و ابتدای مسیرهای صعود در نقشه نشان داده شده.

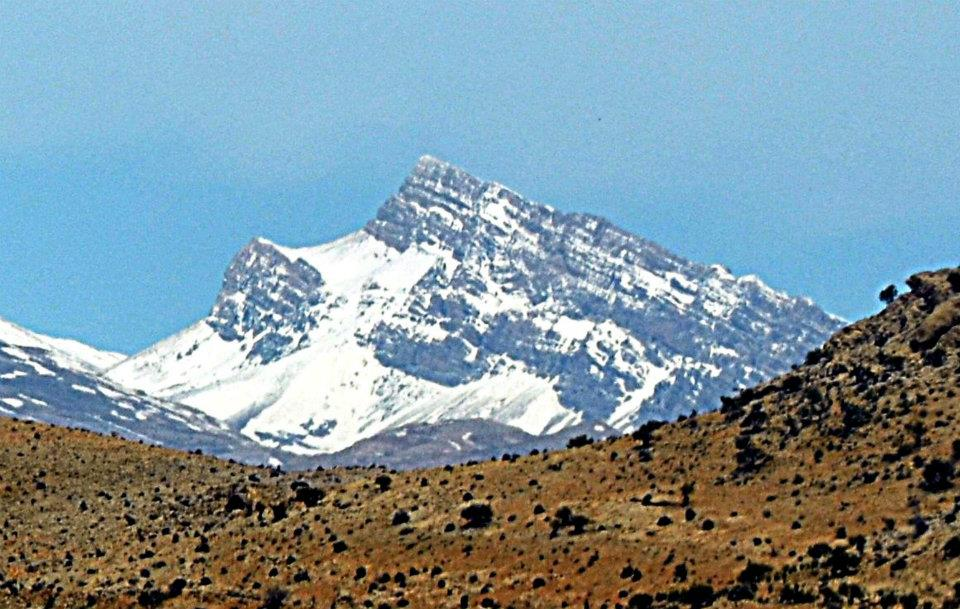
نمای قله رنج از جاده شیراز-اردکان در اوایل بهار

مسیر ۱: معروفترین مسیر صعود به قله رُنج از سمت سه چاه می‌باشد که هیئت کوهنوردی نیز در این قسمت جانپناهی ساخته است. برای رفتن به این مکان پس از رسیدن به اردکان باید به سمت کمهر(همان جاده آبشار مارگون) حرکت کرد؛ پس از پیمودن حدود ۸ کیلومتر از اردکان، بعد از راهدارخانه ، در سمت راست جاده یک فرعی خاکی دیده می‌شود. همینجا از ماشین پیاده شده و جاده خاکی را امتداد می دهیم . بعد از نیم ساعت به جانپناه کوهنوردی می رسیم. مسیر صعود از میان دو رُنج شروع شده و با رسیدن به خط الراس می‌توان به قله دسترسی پیدا کرد. از جان پناه تا قله حدود ۳:۳۰ تا ۴ ساعت طول می کشد. از جان پناه با کم کردن ارتفاع از طریق دره‌ای که در مقابلمان قرار دارد، بعد از نیمساعت به چشمه‌ای در پای رُنج می رسیم که نام آن آب خورشگاه یا گور خصمون است. از مسیر گرده‌ای شکل بین دو قله که به رُنج کوچک نزدیکتر است ، شروع به بالارفتن می کنیم. سپس به بالای گردنه میرسیم که ارتفاع آن ۳۵۰۰ متر می‌باشد.در سمت راست خط الراس را ادامه داده تا به بلندای ستیغ رُنج  برسیم. در تصویر مسیر صعود بر روی گوگل ارث نشان داده شده‌است.
گفتنی است مسیر دیگری نیز از جان پناه به قله رنج وجود دارد که به مسیر قیف یا لقمانی معروف است. این مسیر که تا آب خورشگاه یا گورخصمون با مسیر شماره 1 یکی است پس از آن برای رسیدن به گردنه بین دو قله به سمت راست رفته و در کنار قله رنج بزرگ بر روی خط الراس قرار می‌گیرد. قسمت آخر قبل از رسیدن به خط الراس صخره‌ای بوده و مستلزم استفاده از طناب و حمایت است. بنابراین برای استفاده ازین مسیر بایستی با اصول سنگنوردی آشنا بوده و ابزار لازم را همراه داشته باشید.
مسیر ۲:  مسیر دوم صعود به قله رُنج از روستای انگره است. برای رسیدن به روستای انگره باید در جاده شیراز-اردکان، در ۱۵ کیلومتری اردکان وارد فرعی سمت راست و روستای برشنه شد. سپس مسیر را ادامه داده و از یک گردنه عبور کرده و از چشمه شش پیر نیز میگذریم و به گردنه دوم(گردنه یوزگرد) رسیده. بعد از گردنه یوزگرد وارد اولین فرعی سمت چپ شده و از روستای قلعه عبدالله گذاشته و به روستای انگره میرسیم. از روستا پیاده‌روی شروع می‌شود. پس از دو کیلومتر پیاده‌روی به سرچشمه بزرگ انگره می رسیم. مسیر خود را به سمت غرب در امتداد دره‌ای که آشکار است امتداد می دهیم. در بهار این دره بسیار زیباست. گیاه‌های خودروی جاشیر با ارتفاع بلندی مسیر را پوشانده که واقعا شاداب‌کننده است. راه را که شیب ملایمی دارد امتداد داده تا به ارتفاع ۳۱۰۰ متری رسیده. در مسیر یک جوی آب سیمانی وجود دارد که خشک است. شاید در سال‌های پر آبی، اینجا آبی جریان داشته باشد. سپس در اینجا از روی یک یال  به سمت گردنه رُنج حرکت می کنیم. پس از یک ساعت پا بر روی گردنه ما بین دو قله رُنج می گذاریم.ارتفاع گردنه رُنج ۳۵۰۰ متر است. در امتداد یال حرکت کرده تا به ستیغ نوک تیز ۳۷۰۸ متری رُنج برسیم. در تصویر مسیر صعود بر روی گوگل ارث نشان داده شده‌است.

## زیبایی‌های رُنج
از هر سو که به اردکان نزدیک شوید، کوه زیبای رُنج پیداست. شما می‌توانید نماهای زیبایی از رُنج را در جاده شیراز-اردکان، در بالای قله برم فیروز یا در جاده کاکان-اقلید در نزدیکی دُزکُرد ببینید.
وقتی پا بر روی گردنه ما بین دو قله رُنج می گذاریم، همه کوه‌های اطراف دیده می‌شود. از سد درود زن(داریوش) تا پازن پیر. یکی از زیبایی‌های رُنج همین دیدن دریاچه آبی رنگ سد درودزن(داریوش) است. اگر هوا بدون غبار باشد قله بل اقلید را هم می‌توان دید.
زیبایی دیگر رُنج، گل‌های زرد و بنفش کوچک و بسیار زیبایی است که در لای سنگ‌ها و صخره‌ها در ارتفاع 3500 متری به چشم میخود. گل‌های که سمبل رُنج هستند و فقط در فصل بهار می رویند.

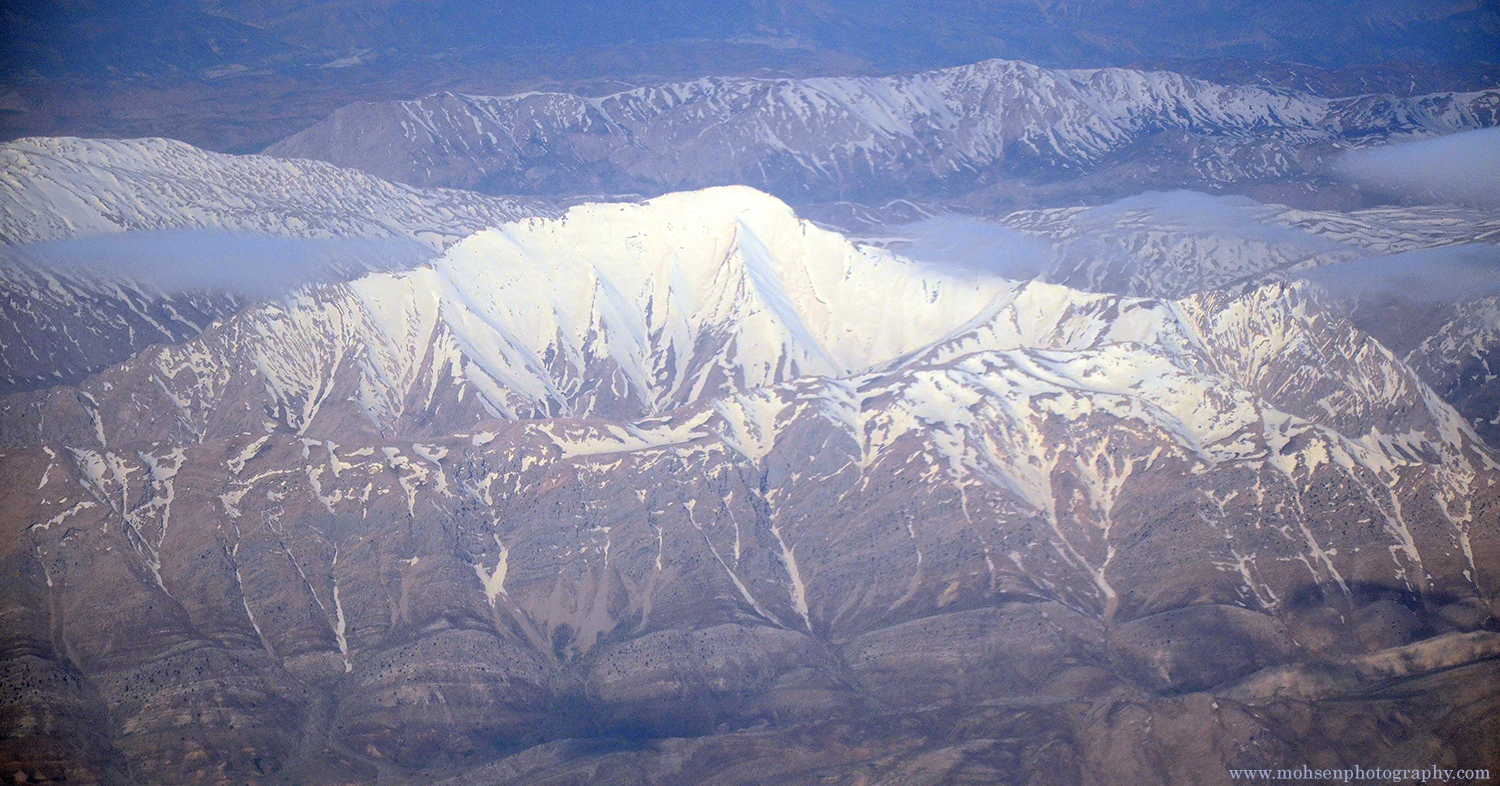
نمای قله رنج از پرواز تهران-شیراز در اوایل بهار